# Minorités sexuelles et de genre en Amérique

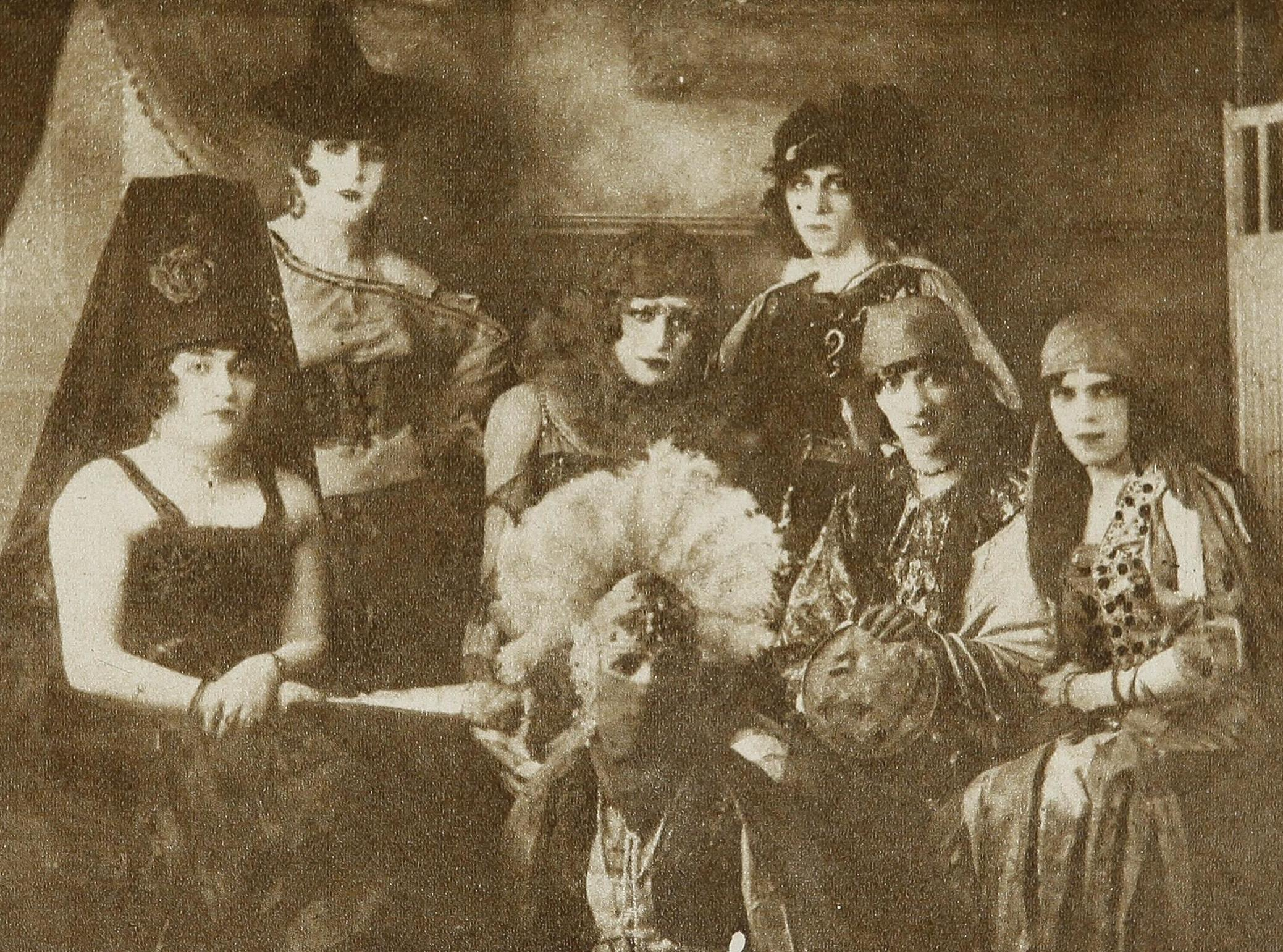
Groupe d'hommes arrêtés en 1927 à Valparaiso, au Chili, en raison de leur travestissement.

Les minorités sexuelles et de genre en Amérique, aussi désignées comme communautés LGBT, correspondent aux personnes n'entrant pas dans la norme hétérosexuelle et cisgenre, soit qu'elles s'inscrivent dans des rôles sociaux et identités autochtones en-dehors de ces normes, soit qu'elles en sortent par homosexualité, lesbianisme, bisexualité ou transidentité.

## Histoire

### Après les indépendances
Dans les années 1990 apparaît le terme de two-spirit ou deux-esprits, une identité non-binaire pan-autochone surtout utilisée en Amérique du Nord.